# Портрет Егора Егоровича Гетгорта
«Портрет Егора Егоровича Гетгорта» — картина английского художника Джорджа Доу из Военной галереи Зимнего дворца.
Картина представляет собой ростовой портрет дворцового гренадера унтер-офицера Егора Егоровича Гетгорта из состава Военной галереи Зимнего дворца.
Егор (Бебин) Егорович Гетгорт (Етгорт) (1788—1857) — по происхождению латыш, лютеранского вероисповедания, из крепостных крестьян помещика фон дер Брюгена мызы Коверсгоф Дерптского уезда Лифляндской губернии. В военной службе состоял с 1807 года, с 1808 года служил рядовым в Санкт-Петербургском гренадерском полку. Принимал участие в русско-шведской войне 1808—1809 годов, в Отечественной войне 1812 года и в Заграничных походах 1813 и 1814 годов. В 1817 году произведён в унтер-офицеры и в 1821 году был переведён в лейб-гвардии Семёновский полк. С 1827 года служил в Роте дворцовых гренадер и в следующем году перешёл в православие, в документах того времени записан как «Егор Егорович сын Гетгорта». Всего он прослужил в роте 30 лет, последовательно получил чины фельдфебеля и прапорщика. Скончался 23 августа 1857 года, будучи в чине штабс-капитана и по-прежнему состоя в роте.
Изображён стоящим в арке, на фоне пейзажа, слева видна балюстрада и перила спускающейся вниз лестницы. Одет в форму унтер-офицера дворцовых гренадер, на груди Знак отличия Военного ордена Св. Георгия, серебряная медаль «В память Отечественной войны 1812 года» на Андреевской ленте, медаль «За взятие Парижа» и далее три неопознанных иностранных медали. Опирается на драгунское гладкоствольное ружьё образца 1809 года производства Ижевского оружейного завода, с примкнутым штыком. Из-за спины виден эфес пехотного тесака. Слева внизу на внутренней стороне арочной колонны подпись художника и дата: GEO Dawe RA 1828, справа внизу чёрной краской нанесена поздняя надпись, относящаяся к 1830-м годам: Унтеръ Офицеръ Е Етгордъ, чуть ниже и правее её голубой краской нанесены цифры: 204 (эти цифры соответствуют номеру картины в «Описи картин Николая I»). С тыльной стороны картины надпись: Живопись переведена на новое полотно въ 1888 г. Реставр. А. Сидоровъ и нанесён шифр Е354; на подрамнике два зачеркнутых шифра, соответствующих номерам в описях Екатерининского дворца: зелёным ЕДМ 760 и светло-голубым ЕДМ 1149.
Картина написана в начале 1828 года и является одним из четырёх ростовых портретов дворцовых гренадер, написанных Доу по отдельному заказу императора Николая I (гонорар Доу за эту работу был выплачен в следующем году). Считалось что вся серия создавалась в первую очередь как иллюстрация образцов военной формы, однако по замечанию хранителя британской живописи в Эрмитаже Е. П. Ренне «упоминание имён наиболее заслуженных лейб-гвардейцев в заказе свидетельствует, что они были самоценны как портреты».
С момента написания и вплоть до начала Великой Отечественной войны картина находилась в личных покоях Николая I в Большом флигеле Екатерининского дворца в Царском Селе. В 1888 году прошла реставрацию, была переведена на новый холст. В 1941 году картина была эвакуирована, хранилась в Центральном хранилище музейных фондов пригородных дворцов в Павловске и в 1956 году передана в Эрмитаж. Выставлялась в Военной галерее Зимнего дворца, затем была убрана в запасники. После того, как в 2003 году зал Военной галереи прошёл капитальную реставрацию, картина вновь была там выставлена, расположена на торцевой стене слева от входа со стороны Дворцовой церкви.
В. М. Глинка, описывая портреты дворцовых гренадер, отмечал:

Глядя на портреты дворцовых гренадеров, мы прежде всего должны помнить, что это — рядовые представители того доблестного русского войска, которое обороняло нашу Родину в 1812 году. …Это — как бы представители тех, чьи геройские тени незримо присутствуют в Военной галерее, выстраиваясь в тесный строй за каждым генералом, водившим их в бой. Это — те, без чьей храбрости, упорства и мужества самый талантливый полководец не одержал бы своих прославленных побед

Считалось, что Гетгорт, будучи уже в чине прапорщика, был изображён среди прочих дворцовых гренадер на картине А. И. Ладюрнера «Часть Белого (Гербового) зала в Зимнем дворце»; эта картина также находится в собрании Эрмитажа (1838, холст, масло, 69 × 96 см, инвентарный № ЭРЖ-2436). Однако награды офицера совершенно не соответствуют наградам Гетгорта. На самом деле на картине изображён поручик А. Д. Горчаков, будущий командир Роты.
Другие портреты дворцовых гренадер

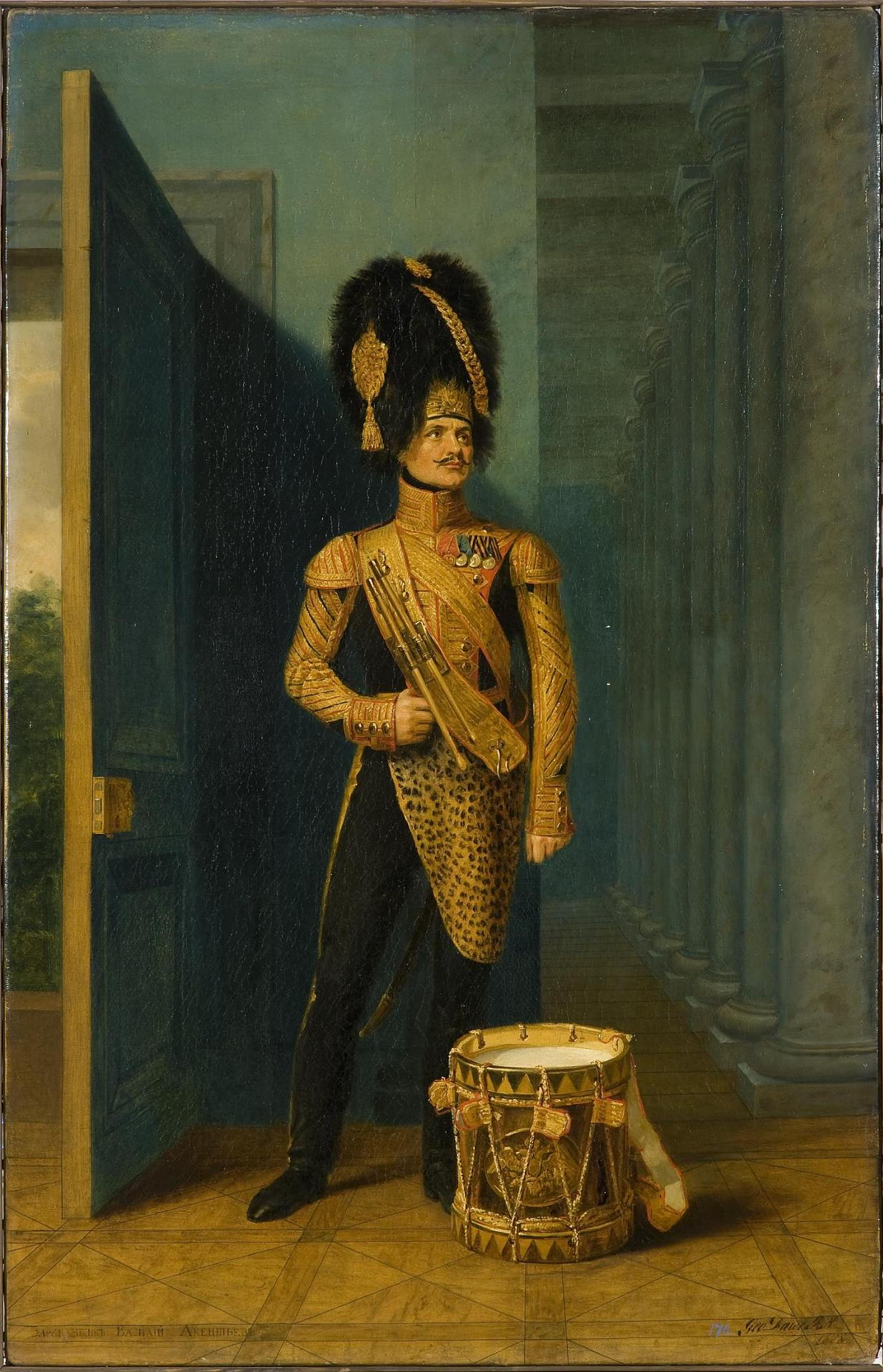
Портрет Василия Трифоновича Акентьева
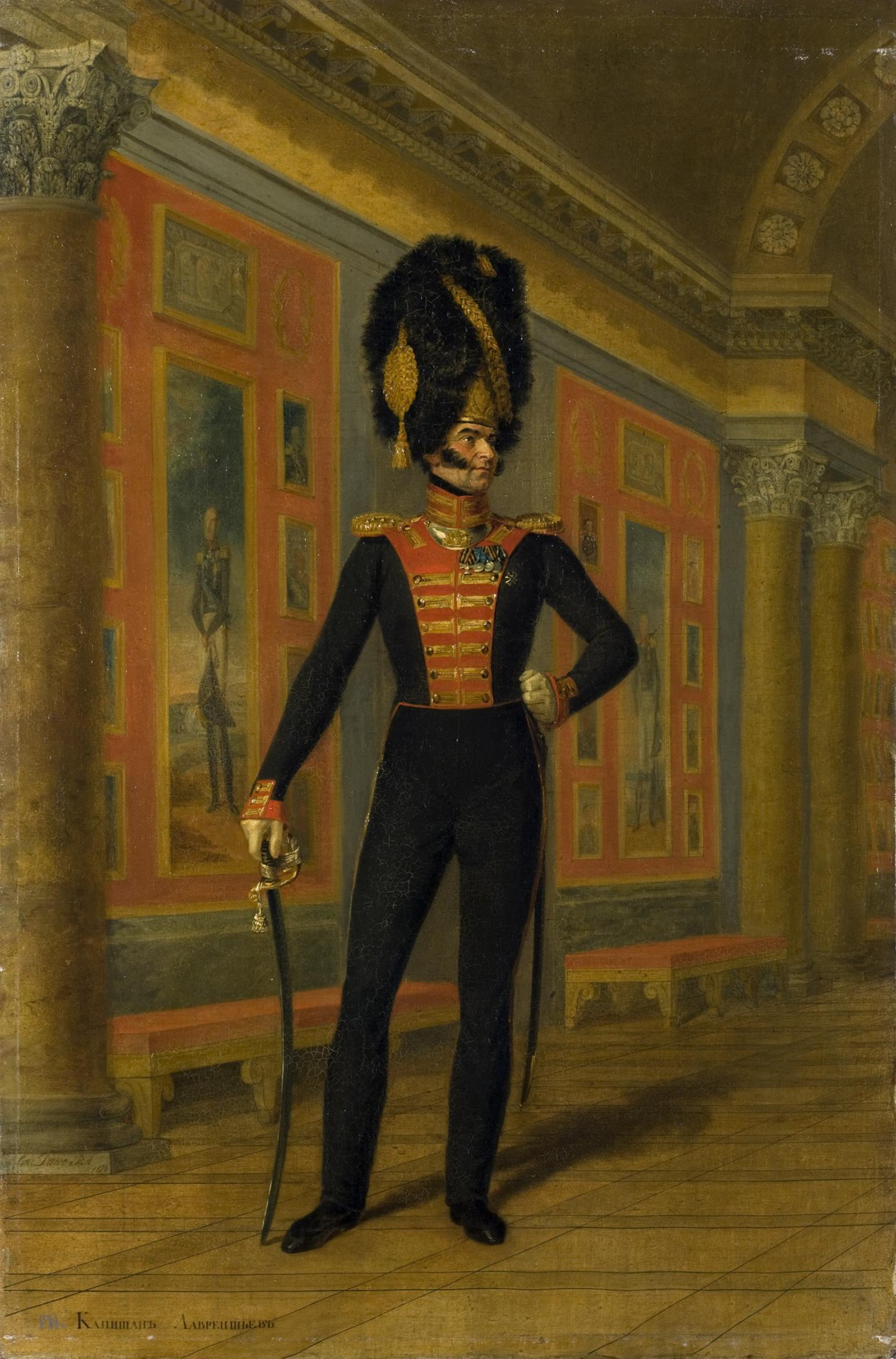
Портрет Василия Михайловича Лаврентьева
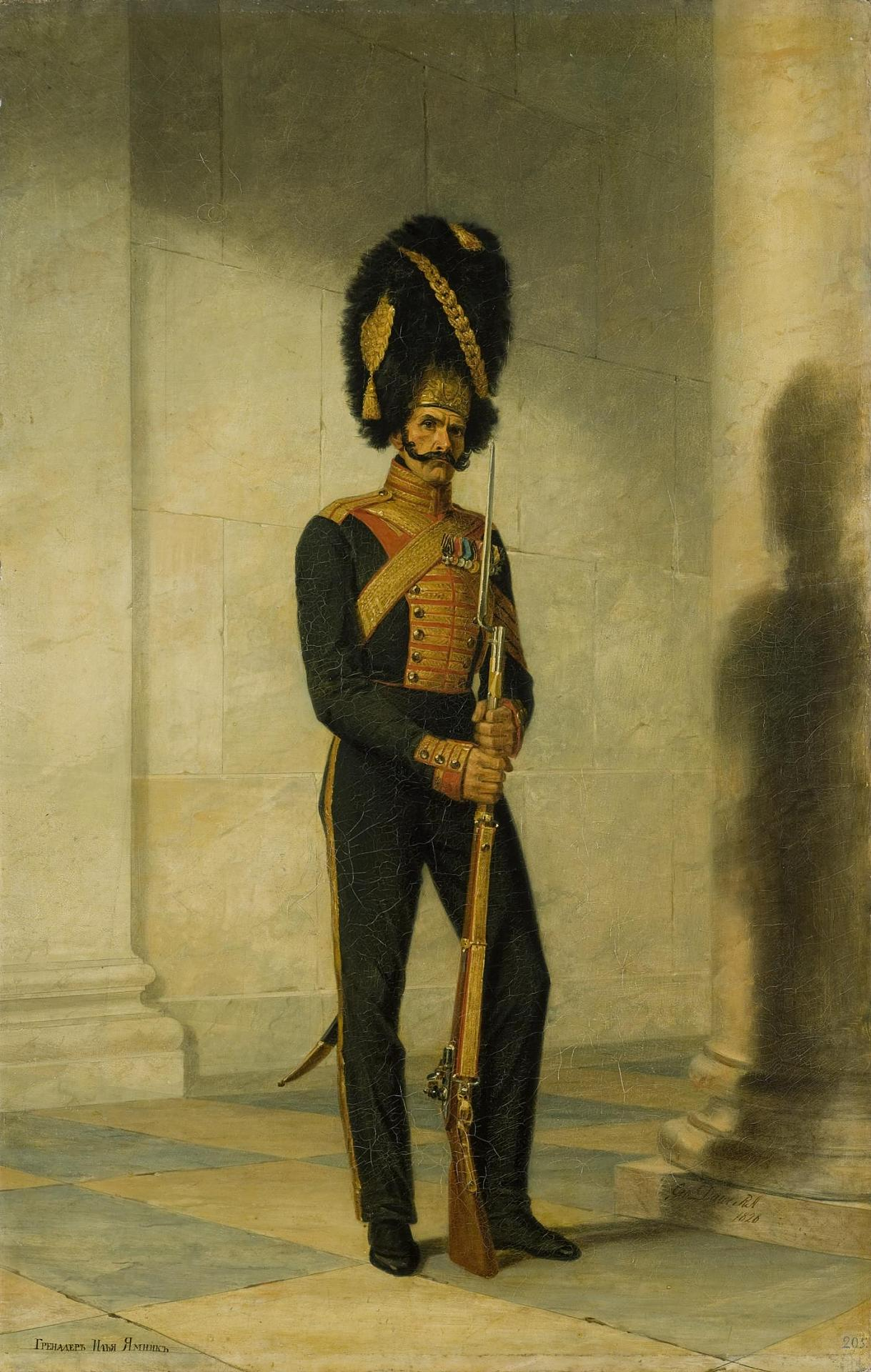
Портрет Ильи Григорьевича Ямника